# 12-Bar Original
«12-Bar Original» (с англ. — «12-тактовый оригинал») — инструментальная композиция группы «Битлз», основанная на 12-тактовом блюзовом периоде. Композиция была записана в 1965 году, однако выпущена лишь в 1996 году на альбоме-сборнике Anthology 2.
«12-Bar Original» — первая из четырёх песен «Битлз», чьё авторство было приписано всем участникам группы одновременно (кроме этой композиции таковыми являются ещё и «Flying», «Dig It» и «Christmas Time (Is Here Again)»). Она также стала первой чисто инструментальной композицией группы, записанной после 1962 года.

## Запись песни
Песня была записана во время работы над альбомом Rubber Soul. Вероятно, группа рассматривала её как «запасной вариант» на тот случай, если они не успеют подготовить необходимые 14 композиций для альбома, и похоже, никогда не воспринимала эту композицию всерьёз (известно, что Леннон отозвался о ней как о «каком-то паршивом блюзе»).
Запись песни состоялась 4 ноября 1965 года в студии «Эбби Роуд». Было записано 2 дубля, из которых первый вышел неполным, а второй изначально длился 6 минут и 42 секунды. Отредактированная (укороченная до длины 2:54) версия второго дубля была выпущена в 1996 году на альбоме-сборнике Anthology 2.
В записи участвовали:
- Джордж Харрисон — соло-гитара
- Джон Леннон — соло-гитара
- Пол Маккартни — бас-гитара
- Ринго Старр — ударные
- Джордж Мартин — фисгармония